# Virpi Niemelä
Virpi Niemelä, née le 26 décembre 1936 à Helsinki (Finlande) et morte le 18 décembre 2006 en Argentine, est une astronome et astrophysicienne argentine d'origine finlandaise (en). Elle est la deuxième personnalité argentine à être élue membre associée de la Royal Astronomical Society.

## Biographie

### Famille, formation
Virpi Sinikka Niemalä naît en Finlande. Elle émigre à 17 ans avec sa famille en 1954 en Argentine où elle passe la plupart de sa vie et dont elle acquiert la nationalité. Elle s'y marie et a deux fils.
Elle commence des études supérieures de chimie à l'Université nationale de La Plata, mais choisit plutôt d'étudier l'astronomie et intègre la faculté d'astronomie et de géophysique de cette université. Elle obtient son doctorat avec Jorge Sahade comme directeur de recherche, et avec qui elle collaborera pendant la plupart de sa carrière.

### Carrière scientifique, recherches
Ses travaux portent principalement sur les domaines des étoiles massives et des binaires proches, en particulier les étoiles Wolf-Rayet, où elle exerce une forte influence. Elle est la pionnière des travaux sur les étoiles Wolf-Rayet dans les Nuages de Magellan, les étoiles massives dans les associations stellaires et les bulles interstellaires autour des étoiles massives. Elle effectue ces recherches pour déterminer les masses stellaires dans les systèmes binaires ; elle découvre alors et analyse les orbites spectroscopiques de nombreux systèmes binaires avec des composants Wolf-Rayet. Pour ses travaux, elle utilise les données du Complejo Astronómico El Leoncito (CASLEO) et analyse les vents stellaires et leur interaction avec le milieu quasi-stellaire.
Elle participe aussi au développement de l'astronomie en Argentine, influençant de nombreux étudiants. Après son doctorat, elle travaille à l'Université nationale de La Plata et devient membre du CONICET. Bien qu'elle ait été licenciée peu de temps après, elle poursuit ses projets de recherche jusqu'à ce qu'elle commence à travailler à la Comisión de Investigaciones Científicas de la province de Buenos Aires, où elle travaille jusqu'à sa mort.
Virpi Niemelä travaille également pour l'Instituto de Astrofísica del Espacio (IAFE) à Buenos Aires comme membre de l'équipe de recherche. Elle y dirige les travaux des étudiants pendant une dizaine d'années. Elle est ensuite nommée professeure à la Faculté des sciences astronomiques et géophysiques (es), où elle avait obtenu sa maîtrise et son doctorat. L'université la nomme professeure émérite en 2005 en reconnaissance de son travail de chercheuse. De 1997 à 2001, elle est en outre membre du comité de rédaction du Journal mexicain d'astronomie et d'astrophysique.

### Engagements
Virpi Niemalä joue par ailleurs un rôle en faveur des droits des femmes dans la communauté de la recherche scientifique. Elle pousse à inclure le congé de maternité pour les étudiants de troisième cycle avec des subventions du conseil de recherche et elle stigmatise les cas de ségrégation sexuelle dans les offres d'emploi.

### Responsabilités, reconnaissance
Elle est la vice-présidente de l'Association argentine d'astronomie de 1993 à 1996. Elle a reçoit en 1998 le prix Carlos Varsavsky de l'Académie nationale des sciences exactes, physiques et naturelles de Buenos Aires, pour sa contribution à l'astronomie argentine,. Elle élue membre de cette académie en 2000, devenant ainsi la deuxième femme à en faire partie dans l'histoire de l'académie. En 2003, elle est aussi la première femme à recevoir le prix Platine d'astronomie de la Fundación Konex Argentina. À l'occasion de son soixante-dixième anniversaire, un atelier international sur les étoiles massives se déroule à Carilo du 11 au 14 décembre 2006, au cours duquel il a est annoncé que l'astéroïde (5289) sera nommé Niemela en son honneur, et qu'elle est élue membre associée de la Royal Astronomical Society. Cependant, elle meurt peu avant son anniversaire, d'un cancer du sein.